# 東京都道213号中郷坪田港線
東京都道213号中郷坪田港線（とうきょうとどう213ごう なかざとつぼたこうせん）は、東京都三宅村中郷と三宅村坪田港とを連絡する一般都道である。

## 路線データ
- 起点：東京都三宅村中郷（三宅循環線交点）
- 終点：東京都三宅村坪田港
- 延長：867m

## 地理

### 通過する自治体
- 東京都
  - 三宅村

### 交差する道路
- 東京都道212号三宅循環線